# Questions
«Questions» (en español «preguntas») es el undécimo episodio perteneciente a la segunda temporada de la serie de televisión cómica Wilfred. Fue estrenado el 30 de agosto de 2012 en Estados Unidos y el 27 de enero de 2013 en Latinoamérica ambos por FX. En el episodio, Ryan hace un viaje interno intentando buscar las respuestas de sus preguntas.

## Cita del comienzo
"Si no haces las preguntas correctas, no recibirás las respuestas adecuadas"
Edward Hodnett

## Argumento
Kristen le revela a Ryan que su hijo se llamará Joffrey, él aunque no le gusta el nombre lo acepta. Kristen le pide a él que a falta del Dr. Ramos como padre, él sea la figura masculina con la que Joffrey crezca. Kristen se dirige a la cocina a tomar agua y le deja a Ryan el bebé. Joffrey comienza a llorar, al llegar Kristen de nuevo le pide a Joffrey que deje de llorar esto provoca que Ryan se sienta asfixiado, y se marcha al sótano,  donde al verlo, Wilfred comienza a tener un ataque de pánico también provocando que deseche mucho pelaje. Después de que se controla, Ryan y Wilfred comienzan a buscar el motivo de tal situación. Por el centro comercial, Ryan compra Ayahuasca, por recomendación de un vendedor, pues con tal planta podría obtener respuestas, pero el vendedor le advierte que puede tener un daño permanente. En el sótano, mientras Wilfred y Ryan beben té, reciben la llamada de Kristen, quien se encuentra en el auto con Joffrey, ella pide que Ryan encuentro el chupón del bebé. En ese momento en el teléfono, Joffrey comienza a llorar, Kristen de nuevo le pide que se calme. Al escuchar eso Ryan comienza a sentir ataques de pánico de nuevo, al igual que Wilfred. Al tranquilizarse del ataque de pánico, Wilfred le menciona a Ryan la ayahuasca, él se niega a usarla pues puede tener un grave daño. Wilfred le confiesa que él hecho la ayahuasca en su taza de té. Ryan comienza con las alucinaciones. Al principio se imagina en un campo, donde Wilfred "lo acompaña". Ryan conoce a lobo rojo, su guía espiritual. Wilfred le pide a lobo rojo ser él quien sea el guía espiritual de Ryan, sin embargo, no accede. Frente a una discusión entre quien es el mejor guía, Ryan escoge a lobo rojo como su guía espiritual, por encima de Wilfred. Su primera pregunta es: ¿Qué es Wilfred?. Lobo rojo dice que sabrá esa respuesta. Después de dar un paseo por el campo y de hacer un ritual, Ryan y lobo rojo emprenden un viaje en la mente de Ryan. Ryan recibe la llamada de Jenna, y despierta, Wilfred le pide que vuelva al "viaje". Viajan por varias cosas en la mente de Ryan como los archivos negros o las relaciones amorosas. Al final llegan a la fuente de la verdad, Lobo rojo le pide que él le pregunte lo que necesita saber, él lo primero que pregunta es que es Wilfred. Antes de ser contestada esa pregunta, Wilfred "mata" a lobo rojo con una flecha. Wilfred dice no necesitar más de él y desde ese momento se convierte en el guía espiritual y dice que lo ayudará a encontrar la verdadera respuesta: ¿Por qué tiene ataques de pánico cada vez que escucha a Joffrey llorar?. Ryan acepta a regañadientes que Wilfred sea su guía, sin embargo, es el propio Wilfred quien dice que están perdidos. Por la noche Ryan se encuentra sumamente enojado con Wilfred, este le da una botella diciendo que no será dañino, pero resulta ser más ayahuasca. Ryan comienza otro "viaje" en el cual ve a Amanda, tratando de perseguirla se desmaya. Ryan aparece en un cuarto totalmente oscuro con una luz roja alejada de su lugar. Al acercarse ahí se da cuenta de que está en un estudio fotográfico. El hombre que estaba revelando las fotos parece conocerlo, cosa que Ryan no. Pronto en el fondo negro que se veía en el estudio fotográfico comienzan a aparecer objetos del sótano, representando que el viaje estaba por terminar. El hombre le pidió la pregunta antes de que finalizará, Ryan le pregunta la razón por la cual tiene ataques de pánico cuando escucha a Joffrey llorar. El hombre revela una foto de su antigua habitación cuando vivió durante su infancia. Después Ryan recuerda que durante las peleas de su madre y su padre, hacían que él se sintiera muy triste y que se fuera a llorar a su habitación, también recuerda que Kristen lo consolaba y le pedía que no llorara. Ahí saca la conclusión de que no es Joffrey sino Kristen pidiéndole al bebé que dejara de llorar, la razón por la cual tenía esos ataques. Ryan despierta de sus "viajes". Ryan mira la fotografía de él con Amanda y menciona sentirse demasiado triste.

## Recepción

### Audiencia
El episodio fue visto por 0.72 millones de personas en su estreno original por FX, generando un 0.4 en el grupo demográfico 18-49.
Max Nicholson de IGN dio al episodio un 8 sobre 10 comentando:" "Questions" no fue tan profunda y reveladora como podría haber sido, pero desde luego tocó la fibra sensible emocionalmente. Una vez más, nos obsequiaron con un sutil equilibrio entre risas e intensidad reflexiva, y sólo eso es lo que hace Wilfred todavía valer la pena ver."
Rowan Kaiser de The A.V Club dio al episodio una "B+" diciendo: "No sólo está haciendo un episodio de búsqueda de la visión, ya que piensan que puede conseguir un par de chistes sobre los estereotipos de nativos americanos y los medicamentos "fuera del camino". Se hace porque hay algo de significado para ser encontrado. Aprecio lo que Wilfred intentó.